# Catin (St. Lucia)
Catin ist ein Ort im Quarter (Distrikt) Vieux Fort im Süden des Inselstaates St. Lucia in der Karibik. 2015 hatte der Ort 57 Einwohner.

## Geographie
Der Ort liegt an der Westgrenze des Quarters, relativ weit im Inselinnern am Grande Rivière de l’Anse Noire. Im Umkreis liegen die Siedlungen Macdomel im benachbarten Quarter Laborie im Westen, sowie Maganier (N), Morne Vert (O), Obrier (SO), Derierre Bois (S) und Augier.

## Klima
Nach dem Köppen-Geiger-System zeichnet sich Catin durch ein tropisches Klima mit der Kurzbezeichnung Af aus.